# 12126 Chersidamas
12126 Chersidamas è un asteroide troiano di Giove del campo troiano. Scoperto nel 1999, presenta un'orbita caratterizzata da un semiasse maggiore pari a 5,2297081 UA e da un'eccentricità di 0,2077346, inclinata di 2,04260° rispetto all'eclittica.
Durante il processo di precovery dell'asteroide si evidenziò che questo oggetto era stato già osservato nel 1904 dall'astronomo statunitense Edward Emerson Barnard, sebbene non riconosciuto come asteroide troiano. 12126 Chersidamas sarebbe dunque il primo asteroide di tale gruppo ad essere mai stato osservato, pur rimanendo 588 Achilles il primo troiano effettivamente riconosciuto, da Max Wolf, circa due anni più tardi.
È dedicato al guerriero troiano Chersidamante.